# 라파우 마이카
라파우 마이카(폴란드어: Rafał Majka, 폴란드어 발음: [ˈrafaw ˈmajka], 1989년 9월 12일~)는 폴란드의 자전거 경기 선수로 현재 UAE팀 소속으로 활동하고 있다. 프로 대회에서 종합 우승 15회 달성했으며 투르 드 프랑스 산악 구간 3회 우승, 산악 구간 종합 우승 2회를 달성했다. 또한 2015년 부엘타 아 에스파냐에서 종합 3위에 오르면서 현재 선수 경력 유일한 그랜트 투어 종합 입상을 달성했다.
국가대항전에서 폴란드 국가대표로 활동하고 있으며 2016년 하계 올림픽에서 개인도로 종목 동메달을 획득했다.